# Травлення
Травлення — сукупність механічних, хімічних і біологічних процесів, що забезпечують розщеплення складних поживних речовин, які потрапили з їжею, на відносно прості сполуки, які можуть бути асимільовані організмом. В ході травлення відбувається перетворення макромолекул їжі у дрібніші молекули, зокрема, розщеплення біополімерів їжі на мономери. Цей процес здійснюється за допомогою травних ферментів, відомих також як гідролітичні ферменти. Отримані відносно прості речовини піддаються всмоктуванню, а з них в органах і тканинах знову синтезуються складні органічні сполуки.

## Види травлення
Відомі три основні види травлення: внутрішньоклітинне, позаклітинне і мембранне. У більшості випадків ці типи комбінуються в одному організмі, що забезпечує максимальну ефективність системи травлення.
Внутрішньоклітинне травлення найдавніше з еволюційної точки зору. Воно відбувається всередині клітини завдяки гідролізу ферментами цитоплазми або у спеціальних органах — травних вакуолях, які можуть існувати постійно чи утворюватися при фагоцитозі або піноцитозі. Цей вид травлення притаманний усім одноклітинним та нижчим багатоклітинним організмам (наприклад, губкам). Серед вищих тварин поширений процес фагоцитозу лейкоцитів крові, який є за сутністю внутрішньоклітинним травленням.
Позаклітинне, або дистантне, травлення полягає в процесі переносу ферментів, синтезованих у крові, в позаклітинне середовище організму. При цьому секреторні клітини розташовані віддалено від порожнин, де під дією травних ферментів (слинні залози і підшлункова залоза у ссавців) власне відбувається травлення. Такий тип травлення характерний для кільчастих червів, ракоподібних, комах, головоногих, хордових, в тому числі покривників, крім ланцетника. У низки тварин (зокрема павуків) є навіть позакишкове травлення.
Мембранне, або пристінкове, травлення займає проміжне положення між внутрішньоклітинним і позаклітинним травленням. Воно відбувається завдяки дії ферментів структур клітинної мембрани. У вищих тварин мембранне травлення відбувається на поверхні мембран мікроворсинок клітин кишки і являє собою основний механізм проміжних і прикінцевої стадії травлення, забезпечуючи зближення травних і транспортних процесів травлення. Мембранне травлення характерне для птахів, ссавців (в тому числі для людини), риб, круглоротих і багатьох безхребетних (комахи, ракоподібні, молюски, черви).

## Травлення у бактерій і тварин
У найпростіших організмах, зокрема бактерій, травлення відбувається поза межами організму. Бактерії спільно виділяють зовні травні ферменти, а після розчинення їжі всмоктують продукти її розпаду.
У більшості тварин травлення відбувається в кілька етапів і починається після потрапляння продукту до рота, в якому їжа подрібнюється та попередньо обробляється слиною, яка містить травні ферменти (що розчиняють, наприклад, крохмаль). Після чого травлення продовжується в шлунку. Потім їжа потрапляє до кишки, де травлення продовжується, і продукти травлення активно всмоктуються. Закінчується процес травлення евакуацією шлаків.

## Травлення у людини

Травна система людини

### Ротова порожнина
У людини процес травлення починається в ротовій порожнині, де їжа подрібнюється, змочується та частково обробляється ферментами. Цей процес стимулюють екзокринні залози, які виділяють фермент амілазу слини. На цьому етапі відбувається розщеплення полісахаридів.
На сосочках язика та інших ділянках слизової оболонки ротової порожнини розташовані різноманітні рецептори. Їх подразнення викликає секрецію слини — в'язка, злегка замутнена рідина. Виділення слини допомагає формуванню болюса — харчової грудки, що полегшує проходження їжі по стравоходу. Ковтальний рефлекс координується у ковтальному центрі довгастого мозку і мосту, його викликає подразнення рецепторів слизової оболонки глотки. У координованому акті ковтання беруть участь м'яке піднебіння і язичок, які запобігають потраплянню їжі в носову порожнину, і надгортанник, який не дає їжі потрапляти в трахеї.

### Шлунок
Зі стравоходу їжа потрапляє у шлунок, проходячи через кардіальний сфінктер. Шлунок людини розташований під діафрагмою в лівому підребер'ї у надчеревній області. Він має три оболонки:
- зовнішня (адвентиції, очеревина, серозна оболонка);
- м'язовий шар, який складають середній шар (циркулярний) і внутрішній шар (косий);
- внутрішня (слизова оболонка), вистелена циліндричним епітелієм.

У шлунку їжа змішується зі шлунковим соком, активними компонентами якого є соляна кислота і травні ферменти:
- ліпаза — (неактивна, активізується жовчю у дванадцятипалій кишці) розщеплює жири до гліцерину і жирних кислот;
- пепсин  — розщеплює білки до амінокислот;
- хімозин — (у дітей до 1 року) допомагає перетравити молочні продукти. Після одного року химозин зникає, його функції буде виконувати соляна кислота.

### Тонка і товста кишки
Через пілоричний сфінктер їжа потрапляє у тонку кишку. Перший відділ тонкої кишки — дванадцятипала кишка, де відбувається змішування їжі із жовчю, яка забезпечує емульгування жирів, ферментами підшлункової залози і тонкої кишки розщеплюють вуглеводи (мальтоза, лактоза, сахароза), білки (трипсин і хімотрипсин). У тонкій кишці відбувається основний обсяг всмоктування поживних речовин через кишкову стінку.
Після проходження тонкої кишки їжа потрапляє у товсту кишку, що складається зі сліпої кишки, ободової, сигмоподібної і прямої кишки. Тут відбувається всмоктування води і деяких поживних речовин, таких як вітаміни, тут же відбувається і формування калових мас.